# Louis Philippson
Louis Philippson (* 28. Juni 2003 in Berlin) ist ein deutscher Pianist, Komponist, Webvideoproduzent und Klassik-Influencer.

## Leben
Philippson wuchs in Mülheim an der Ruhr auf und wurde mit 4 Jahren eingeschult. Er wurde mit 8 Jahren Jungstudent an der Robert Schumann Hochschule Düsseldorf, nachdem sein musikalisches Talent in einem Jugend-musiziert-Video auf YouTube von seiner späteren Klavierprofessorin entdeckt wurde. Neben seinem Musikstudium und Musikkarriere absolviert er ein Wirtschaftsstudium, ist als Moderator für die Kindersendung Toggo und das ZDF tätig und veröffentlicht auf verschiedenen Social-Media-Plattformen Beiträge aus dem Bereich der klassischen und zeitgenössischen Musik. Philippson spricht mehrere Sprachen und ist Synästhetiker.
Sein Debütalbum mit bearbeiteten Werken klassischer und zeitgenössischer Komponisten sowie Eigenkompositionen erschien 2025.

## Auszeichnungen
- 2025 Förderpreis des Ruhrpreises für Kunst und Wissenschaft[6]

## Diskografie
- 2025 Exposition (Sony Music) mit Esther Abrami